# Henry Dreyfuss
Henry Dreyfuss (Brooklyn, Nova Iorque, 2 de março de 1904 — South Pasadena, 5 de outubro de 1972) foi um desenhista industrial estadunidense. Ficou conhecido por seu trabalho no design de diversos produtos de consumo, que mais tarde foram produzidos por diversas marcas como Westclox, Polaroid, Honeywell e AT&T.

## Biografia
Neto de alemães emigrados na segunda metade do século XIX para os EUA, Dreyfuss viveu a maior parte de sua vida em Manhattan. O gosto pelo design surgiu na New York Society for Ethical Culture, escola onde cursou belas-artes e tomou contato pela primeira vez com o projeto de objetos. Mas seus primeiros trabalhos foram projetos cênicos para o Mark Strand Theatre, frutos de aulas que teve com Norman Bel Geddes, a quem Dreyfuss se referiu sempre como um gênio da profissão de designer. Seu primeiro estúdio ficava em pleno distrito teatral, de onde se mudou em 1930 – o ano de seu casamento com Doris Marks, a administradora do escritório – já decidido a seguir a vida como designer industrial. Desde o início da carreira, Dreyfuss já tinha idéias bem claras sobre o que fazer. Para ele, o sucesso do design está na harmonia de cinco fatores: segurança, e conveniência de uso, facilidade de manutenção, apelo e aparência.
Em mais de 40 anos de atividades, ele procurou aplicar esse conceito dia após dia, no desenho tanto de simples jogos de cozinha quanto interiores de aviões. Outra característica de seu trabalho era o domínio de todo o processo do produto. Um exemplo claro foi a linha férrea ‘’20th New York Central’’, em 1938: ele projetou a locomotiva, os vagões de passageiros, o mobiliário e até os pratos, jogos de café, talheres e cardápios do restaurante do trem. No mesmo ano, outro grande designer norte-americano, Raymond Loewy, em conjunto com o arquiteto Paul Philippe Cret, concebeu a Broadway Limited. Em ambos os casos,as inovações das formas exteriores competiram com as inovações dos ambientes interiores e acentuaram a rivalidade entre os profissionais. Para o designer, não há distinção entre projetar um meio de transporte ou produtos de consumo. Em outras palavras, a escala é a grande diferença entre conceber uma linha férrea ou atualizar o desenho dos relógios da linha Big Bem da Westclox. As facilidades, as complexidades e as ferramentas são as mesmas, se o desejo do profissional é dar ao público utensílios que facilitem sua vida e embelezem o cotidiano.
Dreyfuss deixou inacabado o "Dicionário Internacional de Símbolos", no qual começou a produzir em 1969. 
Faleceu no dia 6 de outubro de 1972 aos 68 anos por suicídio, junto com sua esposa Doris, que estava acometida por um câncer terminal. Ele e sua esposa foram encontrados na garagem da  casa onde moravam em South Pasadena, Califórnia, em decorrência da inalação de monóxido de carbono.

## Principais projetos
Tratores John Deere & Co.
E assim pensando, ele concebeu para a Deere & Company, que além de máquinas eficientes, eram máquinas de alta qualidade estética, com o uso de novos materiais, cores e cadeiras mais confortáveis para os operadores. Enquanto trabalhou no setor de engenharia da Deere, Dreyfuss desenhou os modelos "A" e "B" em 1937 e o modelo "L" em 1939 que se tornou um grande sucesso de vendas graças à estilização de Dreyfuss.
Telefones
Uma pequena revolução, da mesma forma como os trabalhos que realizou para a Bell Telephone Laboratories. São dele os desenhos dos primeiros telefones mais leves, coloridos e de plástico, utilizados pela AT&T e copiados pelo mundo afora. O primeiro foi o modelo 302, de 1937, ainda preto, mas com um desenho mais suave e prático, que substituiu os antigos modelos de formas estranhas e pouco funcionais. Um dos últimos foi o Trimline, de 1965, ainda hoje bastante difundido. O termostato Round, de forma circular, de 1953, que popularizou a Honeywell nos Estados Unidos, é outra criação de Henry Dreyfuss. Ele trabalhou para a empresa por mais de três décadas. Uma das primeiras criações - nos anos 1930 – foi um termostato que incorporava um relógio digital em seu mostrador. Mas ainda com forma retângula, para ele, pouco funcional. Dreyfuss não se cansou de pesquisar novos materiais e formas até conseguir lançar o Round, que se tornaria um de seus desenhos mais famosos. E garantiria à empresa a liderança no campo de controle de ambiente doméstico e industrial.

## Estudos antropométricos
A influência que Dreyfuss tem sobre outros designers se dá graças aos seus vários projetos baseados em informações sobre medidas humanas e conforto produzidas por ele.
Esses estudos antropométricos, reunidos em seu livro Designing for People (1955), foram pioneiros e ainda são considerados os mais completos. Consistem na soma da experiência do dia-a-dia do designer com consultorias realizadas sobre equipamentos e veículos militares dos Estados unidos. Ficaram famosos os modelos Joe e Josephine, desenvolvidos por sua equipe (em especial Alvin Tilley) a partir das codificações das medidas do corpo humano por ele pesquisadas. Igual importância é dada ao seu guia de símbolos gráficos, originário de um trabalho feito nos anos 1950 para uma empresa de equipamentos que procurava uma linguagem mais fácil para operadores de regiões onde não se falava inglês.